# Западно-Австралийское плоскогорье
За́падно-Австрали́йское плоского́рье (За́падно-Австрали́йское плато́; англ. West-Australian Plateau) — область древнего сглаженного рельефа в Западной Австралии.
В рельефе преобладают пустынные и полупустынные равнины высотой от 400 до 600 м, покрытые каменными развалами и песками. На северо-востоке находятся плато Кимберли и Антрим. Северо-западная часть гориста, отдельные массивы и плосковерхие горы высотой приподняты до 1200 м (хребты Хамерсли, Николсон). На востоке расположены горы Мак-Доннелл и Масгрейв, вытянутые в широтном направлении. Между ними лежит песчаная всхолмлённая равнина (800—900 м), покрытая соляной коркой, с озёрами Амадиес, Хопкинс и изолированными горными массивами.
На юго-западе обнажаются древние граниты и гнейсы. Встречаются впадины, часто сухие, покрытые соляной коркой на месте высохших озёр. На юго-востоке плато обрывается расчленённым эрозией уступом Стюарт. В центральной части расположены Большая Песчаная пустыня, каменистая пустыня Гибсона и Большая пустыня Виктория. Южная часть плато занята карстовая равниной Налларбор. На западе плато переходит в болотистую прибрежную равнину.
Растительный покров разреженный: редкие злаки спинифекс, заросли мальга-скрэба.